# A Seattle-i Egyetem nevezetes személyeinek listája
Az alábbi listán a Seattle-i Egyetem nevezetes hallgatói és munkatársai szerepelnek.

## Hallgatók

### Hadsereg
- Bret D. Daugherty, dandártábornok, főhadsegéd[1]
- Patrick Henry Brady, dandártábornok, a Medal of Honor kitüntetettje[2]
- Peter W. Chiarelli, tábornok, a hadsereg kabinetvezető-helyettese[3]
- William D. Swenson, alezredes, a Medal of Honor kitüntetettje[4]

### Jog
- Anne Bremner, ügyvéd és jogi elemző[5]
- Charles Swift, ügyvéd, a haditengerészet egykori parancsnoka[6]
- Joe Camacho, az Északi-Mariana-szigetek legfőbb bírója[7]
- Miguel S. Demapan, az Északi-Mariana-szigetek legfőbb bírója[8]
- Peter Koski, tárgyalóügyvéd[9]
- Richard A. Jones, körzeti bíró[10]

### Művészetek és szórakoztatóipar
- Carolyne Wright, költő[11]
- Carrie Imler, balerina[12]
- Christopher Schaap, színész, rendező[13]
- Clint Eastwood, színész és rendező[14]
- Duff McKagan, a Guns N’ Roses alapító tagja[15]
- Fay King, képregényrajzoló[16]
- Gerri Russell, író[17]
- Kaan Tangöze, a Duman énekese és gitárosa[18]
- Karyna McGlynn, költő[19]
- Madeline Ashby, író[20]
- Rebecca Morris, újságíró[21]
- Scott Rains, író, esélyegyenlőségi aktivista[22]
- Thomas M. Sullivan, a Fox News műsorvezetője[23]
- Quincy Jones, zeneszerző[24]

### Oktatás
- Albert Ando, Pennsylvaniai Egyetem közgazdasági oktatója[25]
- Annette Clark, a Jogi Intézet kilencedik dékánja[26]
- Charles H. Mitchell, a Seattle Colleges District kancellárja, a Közép-seattle-i Főiskola egykori rektora, NFL-játékos[27]
- Christine Sleeter, a Kaliforniai Állami Egyetem Monterey Bay-i campusának oktatója[28]
- Linda N. Hanson, a Seattle-i Egyetem korábbi munkatársa, a Hamline Egyetem 19. rektora[29]
- Richard Labunski, a Kentuckyi Egyetem újságírói szakának oktatója[30]

### Politika
- Andrew Barkis, a washingtoni képviselőház tagja[31]
- Ann Bartlett, Oklahoma 17. first ladyje[32]
- August P. Mardesich, Washington állam szenátora[33]
- Carl A. Anderson, a Kolumbusz lovagrend vezetője, Ronald Reagan tanácsadója[34]
- Dave Barrett, Brit Columbia tartomány 19. miniszterelnöke[35]
- Dino Rossi, Washington állam szenátora[36]
- Frank Murkowski, Alaszka 8. kormányzója[37]
- Fred Jarrett, Washington állam szenátora[38]
- Joe Fain, Washington állam szenátora[39]
- Joe Nguyen, Washington állam szenátora[40]
- John E. Cunningham, Washington állam szenátora[41]
- John Spellman, Washington állam 18. kormányzója[42]
- Keith Kreiman, Iowa szenátora[43]
- Martha Choe, a seattle-i képviselő-testület tagja[44]
- Marzouq Al-Ghanim, a kuvaiti országgyűlés elnöke[45]
- Mike Kelly, az alaszkai képviselőház tagja[46]
- Mike Murphy, a washingtoni államkincstár 19. elnöke[47]
- Paul Zellinsky, a washingtoni képviselőház tagja[48]
- Rebecca Saldaña, Washington állam szenátora[49]
- Rosemary McAuliffe, Washington állam szenátora[50]
- Samuel J. Smith, a washingtoni képviselőház tagja[51]
- Tara Reade, Joe Biden stábjának tagja, aki később Bident szexuális zaklatással vádolta meg[52]

### Sport

#### Baseball
- Eddie O’Brien (Pittsburgh Pirates)[53]
- Johnny O’Brien (Pittsburgh Pirates)[53]
- Tanner Swanson, a New York Yankees edzője[54]
- Tarik Skubal (Detroit Tigers)[55]

#### Kosárlabda
- Charlie Williams (Pittsburgh Pipers)[56]
- Clint Richardson (Philadelphia 76ers)[56]
- Eddie Miles (Detroit Pistons)[57]
- Elgin Baylor (Los Angeles Clippers)[58]
- Jawann Oldham (Chicago Bulls)[56]
- John Tresvant (Detroit Pistons)[59]
- Johnny O’Brien (Milwaukee Hawks)[60]
- Rod Derline (Seattle SuperSonics)[56]
- Rudy D’Amico, a Maccabi Tel-Aviv vezetőedzője[61]
- Tom Workman (Baltimore Bullets)[56]

#### Labdarúgás
- Cam Weaver (San Jose Earthquake)[62]
- Jason Cascio (Seattle Sounders)[63]
- John Fishbaugher (Seattle Sounders)[64]
- Melissa Busque (Seattle Sounders)[65]
- Sharon McMurtry (USA női nemzeti válogatott)[66]
- Wade Webber, a Tacoma Defiance vezetőedzője[67]

#### Tenisz
- Janet Hopps Adkisson[68]
- Tom Gorman[69]

#### Egyéb
- Jim Whittaker, hegymászó[70]
- John Juanda, pókerjátékos[71]
- Ron Howard, amerikaifutball-játékos[72]

### Tudomány és technológia
- John Hopcroft, informatikus, több elméleti informatikáról szóló könyv szerzője, a Nemzeti Mérnökakadémia tagja[73]
- Robert Perry, jachttervező[74]
- Steve McConnell, szoftverfejlesztő, a Code Complete című könyv szerzője[75]

### Üzleti élet
- Carl Otto Løvenskiold, földtulajdonos, üzletember[76]
- Chad Anderson, a Space Capital űrtechnológiai cég vezetője[77]
- Emmanuel Lemelson, hedge fund-kezelő és görög ortodox pap[78]
- Gary P. Brinson, a Brinson Partners vagyonkezelő alapítója[79]
- Jerry Grundhofer, a U.S. Bank alapítója[80]
- Julie Larson-Green, a Qualtics felhasználói élményért felelős vezetője[81]
- Mich Matsudaira, polgárjogi aktivista, üzletember[82]
- Mohamed Alabbar, a Burdzs Kalifát is kivitelező Emaar Properties alapítója[83]
- S. K. Gupta, a Sandia National Laboratories igazgatótanácsának tagja
- Scott Rains, utazási tanácsadó
- Yousef Al-Obaidly, a beIN Media Group vezérigazgatója

### Vallás
- Catherine LaCugna, a Notre Dame Egyetem oktatója, a God for Us: The Trinity and Christian Life szerzője[84]
- Dan Schutte, számos keresztény ének szerzője[85]
- Francis Schuckardt, az USA első szedevakantista (a „modernista” pápákat elutasító irányzat) bíborosa[86]
- William Meninger, trappista szerzetes, a modern keresztény meditációs módszerek kidolgozója[87]

### Egyéb
- Mary Kay Letourneau, általános iskolai tanár, akit egy diákjával szembeni nemi erőszak miatt ítéltek el[88]

## Munkatársak
- Allison Henrich, matematikus, oktató[89]
- Anne Buttimer, geográfus, földrajzoktató[90]
- Annette Clark, a Jogi Intézet kilencedik dékánja[26]
- Burt C. Hopkins, filozófus, oktató[91]
- Cyrus Vance Jr., New York megye kerületi ügyésze, korábbi docens[92]
- Daniel Dombrowski, filozófiaoktató, az Amerikai Metafizikai Társaság elnöke[93]
- Dean Spade, ügyvéd, docens[94]
- Edward Foley, a Liturgiaintézet óraadója[95]
- Gabriella Gutiérrez y Muhs, a washingtoni művészeti tanács vezetője, a Modern Nyelvek és Kultúrák tanszék oktatója[96]
- Joaquin Avila, szavazójogi aktivista, a Jogi Intézet szavazójogi mozgalmának vezetője[97]
- Marie Cowan, az Ápolóképző Intézet oktatója[98]
- Nikkita Oliver, ügyvéd, adjunktus[99]
- Philip Boroughs, jezsuita közösségi vezető, a Teológiai és Papképző Intézet oktatója[100]
- Randy Gordon, szenátor, jogprofesszor[101]
- Richard Delgado, jogprofesszor, a kritikus fajelmélet kutatója[102]
- Robert Higgs, közgazdász, oktató[103]
- Robert L. Glass, szoftverfejlesztő, oktató[104]
- Samuel Green, költő, oktató[105]
- William O’Malley, teológiaprofesszor, Az ördögűző című film szereplője[106]